# Ermin Bičakčić
Ermin Bičakčić (født 24. januar 1990) er en tysk-bosnisk professionel fodboldspiller, som spiller for 2. Bundesliga-klubben Eintracht Braunschweig og Bosnien-Hercegovinas landshold.

## Klubkarriere

### VfB Stuttgart
Bičakčić begyndte sin karriere hos VfB Stuttgart, og fik sin professionelle debut med klubben i marts 2010.

### Eintracht Braunschweig
Efter kun at have spillet få kampe for Stuttgart, skiftede Bičakčić i januar 2012 til Eintracht Braunschweig. Hans store gennembrud kom i 2012-13 sæsonen, hvor han blev etableret som fast mand på holdet. I 2012-13 sæsonen var han del af at Braunschweig rykkede op i Bundesligaen.

### 1899 Hoffenheim
I sommeren 2014 skiftede Bičakčić til 1899 Hoffenheim. Han spillede ni år i klubben, men var dog især i sine sidste tre år i klubben skadesplaget, hvilke begrænsede hans spilletid.

### Eintracht Braunschweig retur
Bičakčić skiftede i oktober 2023 tilbage til Eintracht Braunschweig.

## Landsholdskarriere

### Ungdomslandshold
Bičakčić spillede i 2008 en enkelt kamp for Tysklands U/18-landshold, men skiftede herefter til at repræsentere Bosnien-Hercegovina.

### Seniorlandshold
Bičakčić debuterede for Bosnien-Hercegovinas landshold den 14. august 2013, og var del af deres trup til VM 2014, hvilke var landets første optræden ved en international turnering.

## Privat
Bičakčić blev født i Zvornik, Jugoslavien, men flygtede med sin familie til Tyskland under borgerkrigen i Jugoslavien.